# Латышские беженцы во время Первой мировой войны

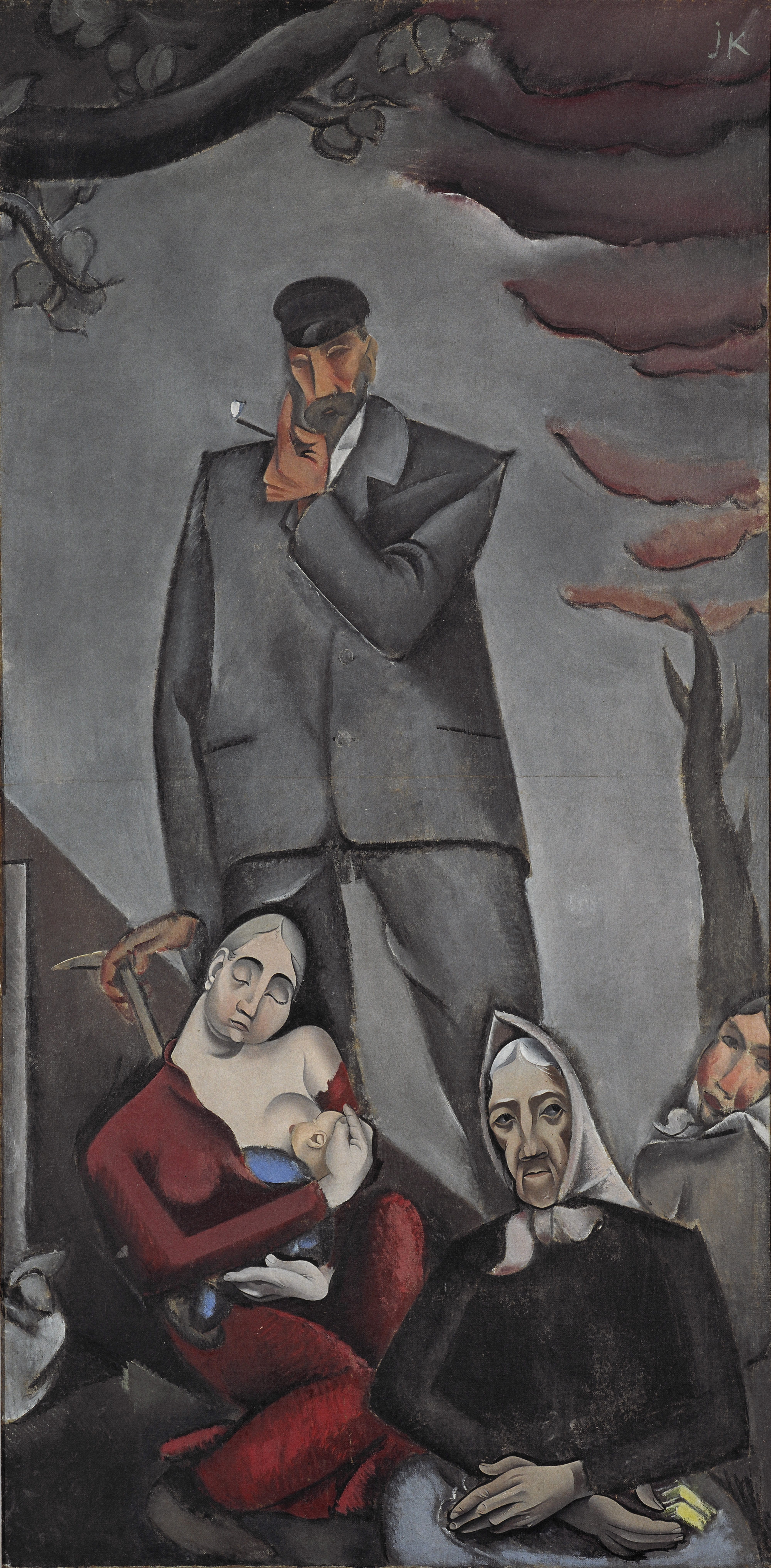
Картина Якова Казака «Беженцы» (латыш. «Bēgļi»)

Латышские беженцы во время Первой мировой войны — латышские жители Курляндской губернии, которые покидали дома спасаясь от вторжения немецких имперских войск во время Курляндского наступления. Масштабное добровольное или насильственное бегство населения западных провинций Российской империи началось весной 1915 года, когда Российская империя понесла тяжёлые потери в Польше и Галиции, что привело к Великому отступлению армии. Побочным эффектом бегства было то, что Курземе и Земгале, покинутые латвийскими крестьянами, дали немецким оккупационным силам и местной немецкой знати возможность развить различные идеи о колонизации этих земель немецкими фермерами и объединении с Германской империей.

## Причины бегства
С самого начала войны английская и французская пресса освещала реальные и мнимые зверства немецких оккупационных войск против гражданского населения Бельгии. Подобные публикации появились в России и в латвийских газетах. По мере приближения немецких войск напуганное население начало стихийное бегство. Российская армия также приказала евреям и немцам бежать как политически ненадёжным.

## Апрельские беженцы
Первая немецкая атака в регионе была направлена на Литву, достигнув Шяуляй. Это заставило литовцев и евреев из Ковенской губернии бежать в сторону Земгале. 17 апреля 1915 года первые беженцы достигли окрестностей Бауски. Первые беженцы прибыли в Ригу через Елгаву 18 апреля. Город предоставил несколько точек входа для беженцев и открыл две точки питания. Основное беспокойство вызвали еврейские и латвийские организации. 19 апреля в Доме латышского общества открылся пункт общественного питания, который ежедневно кормил около 1000 человек. Приюты для беженцев были созданы на территории Латвийских школьных и студенческих корпораций Talavija и Selonija.
Бегство из Лиепаи началось 21 апреля во внутрь Курземе. Беженцы из Гробинского и Газенпотского уездов изначально селились в лесах Валтайли, Лайды и Скрунды, надеясь на скорый военный успех России, который позволит им вернуться домой. 25 апреля немцы заняли Кулдигу и затем атаковали Айзпуте, поэтому некоторые курземские беженцы были возвращены из остальной России и вернулись домой.
В апреле в районе Тукумса, Елгавы, отряды немецкой кавалерийской разведки перешли Мусу. Российская армия переоценила немецкие силы и отступила из Курземе. Это первое нападение Германии на Елгаву было отражено вновь сформированным отрядом латышских солдат. Небольшие немецкие части вскоре отошли от большей части Курземе, сохранив контроль над Южной Курземе и Лиепаей, которые они оккупировали 7 мая. Курземцы начали покидать Ригу, чтобы вернуться домой и приступить к весенним полевым работам. Областная администрация вернулась в Елгаву.
28 апреля 1915 года губернаторы округов получили приказ о том, что в случае ухода русской армии в отставку все поля с зерном и картофелем должны быть уничтожены, если их урожай не будет собран и эвакуирован. Жители останутся с едой только на один месяц, весь скот должен быть сдан реквизиционным комиссиям, 18-45 летние мужчины также должны покинуть место жительства и отступить. Выполнение этого приказа означало бы распад семей, голод женщин, детей и стариков.
Принимая во внимание апрельские события, в июне Центральная ассоциация рижских фермеров представила губернатору Видземе план о том, как контролировать возможные потоки беженцев из Курземе и Земгале, раздавая карты жителям и рекомендуя наиболее удобные пути и места для эвакуации. Губернатор этот план отверг. Фермеры Курземе, пытаясь заработать деньги на случай возможного побега, начали привозить зерно и другие продукты на продажу в Ригу и Видземе, что им быстро запретили. Поскольку Лиепая была оккупирована, но экономическая активность в Елгаве замедлилась, фермеры остались с большими запасами, которые попали в руки врага, когда они бежали. 1 августа немцы заняли Елгаву.

## Июльские беженцы
Летом быстро началось Курземское наступление немцев, а в июне российская армия снова покинула Курземе. Губернатор и администрация покинули Елгаву в конце июня. Солдаты подожгли посевы и дома во многих местах, прогнали животных и вынудили население бежать. Беженцам было приказано идти на восток. 2 июля началось массовое движение беженцев из районов Пампали, Эзере, Ауце, Талси, Кандава, Тукумс и Добеле. 5 июля большие потоки беженцев хлынули через Бауску, где находились мосты через реки и дороги, ведущие в Кокнесе и Даугавпилс. Ещё одна большая колонна направилась в Ригу. Общее количество беженцев за этот период может составить 300 000—400 000 человек, прихватив с собой миллионы крупного рогатого скота, свиней и овец. Вскоре среди домашнего скота начались болезни. Обочины дороги были заполнены тушами животных, и многие животные бежали, бродя по полям и лесам в поисках пропитания. Многие старые, больные и истощённые бегством люди также умерли по дороге. На обочинах дорог появились могильные кучки. Большой поток беженцев достиг Яунелгавы и Екабпилса, где им пришлось пересечь Даугаву на единственном пароме. В Яунелгаве образовалась длинная очередь из 20 вёрст беженцев. Началась нехватка еды и воды. Часть беженцев осталась в Лифляндской губернии.
Большинство беженцев отправились в Россию через Видземе и Латгалию. Здесь они встретили колонны польских и литовских беженцев, многие из которых были немцами и евреями, которые были вынуждены покинуть свои дома по особому приказу главнокомандующего русской армией. Беженцы сошлись в Пскове и Витебске. С 14 июля 1915 года в Псков ежедневно прибывали 1500-3000 беженцев. Отсюда их поездом отправили в Новгород, Тверь, Ярославль, Рыбинск. Ежедневно на восток из Орла отправлялось около 3000 беженцев. Беженцам не разрешили оставаться в Витебске, что вынудило их перебраться во внутреннюю Россию.
Латышей в России часто считали немцами. Беженцам не разрешили селиться в городах, их отправили во внутреннюю Россию и Сибирь. Позже здесь был создан Латвийский национальный совет Сибири и Урала, в котором приняли участие около 200 000 латышей. Некоторые из них были колонистами, перебравшимися в Сибирь ещё во времена царского правительства, разделившего здесь земли.

## Организации помощи беженцам
Уже с первым прибытием беженцев из нижней Курземе и Литвы в Ригу в апреле 1915 года в Риге было создано первое Управление по снабжению беженцев. Первую помощь беженцам в апреле активно оказывали Рижское центральное фермерское общество и «Латвийский комитет помощи призывникам» с его Комитетом дам. Комитет был сформирован в начале войны, оказывая различную помощь нескольким тысячам пострадавших от войны семей. С началом июльской волны беженцев комитет быстро открыл новые приюты и пункты питания. Многие беженцы поселились в Югла, под открытым небом. Чтобы обеспечить их едой, на территории фабрики «Саламандра» была открыта столовая, которая ежедневно подавала не менее 1000 обеденных порций.
Рижское центральное сельскохозяйственное объединение попыталось реализовать план движения беженцев, ранее отвергнутый губернатором. В начале июля её представители приступили к работе с беженцами, предоставив информацию о дальнейших маршрутах передвижения, куда передать животных реквизиции и получить за них компенсацию. Проблема животных была особенно актуальной. Поскольку власти не реквизировали животных, беженцы покинули дома со всем скотом, который вскоре начал массово умирать. Администрация Лифляндской губернии поручила Рижскому центральному сельскохозяйственному объединению организовать реквизицию скота и пункты приёма скота. Вскоре заработали 15 реквизиционных комиссий. От беженцев принимали не только лошадей и скот, но и телеги и шорно-седельные изделия. Многие беженцы бежали без надлежащих документов, удостоверяющих личность, поэтому Центральное общество начало помогать с получением новых документов. Это также помогло курземцам с контактами владельцев Видземе, которые были готовы разместить и нанять беженцев. Когда беженцы достигли Видземе, здесь начали формироваться организации помощи беженцам, которые пытались помочь им с минимумом еды и жилья.
Осенью 1915 года в Риге было около 60 000 беженцев, а на юге Видземе — 72 545 человек. Ощущалась острая нехватка квартир. В то время как латвийские собственники и администрации Видземе были очень отзывчивы, обычно предлагая бесплатные помещения, немецкие дворяне почти не предлагали свои просторные помещения беженцам. Чтобы беженцы не оставались в Риге и Видземе, полиция часто не позволяла колоннам беженцев отклоняться от основных магистралей, а отправляла их поездом из Риги во внутреннюю Россию и Украину. В апреле 1916 года помощь в Риге получили ещё 43 603 беженца.
С усилением фронта в августе потоки беженцев начали утихать, и можно было уделять больше внимания их дальнейшей организации и снабжению в их новых местах жительства . 12 августа 1915 года в Москве состоялось совместное собрание Союза городов и земств, на котором выяснилось, что правительство пытается направить беженцев через Урал в Сибирь. Созданный Московским латышским обществом Комитет по снабжению беженцев решил создать Центральный комитет для координации помощи латвийским беженцам. 30 августа в Петрограде состоялся учредительный съезд ЦК. В нём приняли участие 128 делегатов из 83 организаций. Чтобы уменьшить бедствие, вызванное бегством, Конгресс решил призвать пожилых людей не убегать из дома и попытаться остаться в Латгалии, Видземе или, по крайней мере, около Латвии, не уезжая в Сибирь. Идее оставаться как можно ближе к территории Латвии и держать их вместе была разумная причина. В то время многие ещё думали, что война скоро закончится, и людям было бы намного легче вернуться домой, если бы они не были разбросаны по всей империи.
Конгресс учредил Латышский центральный комитет по снабжению беженцев, председателем которого были избраны Вилис Олавс, вице-президент Янис Чаксте и Арведс Берг. Целью Центрального комитета было объединить деятельность латвийских организаций беженцев, создать новые организации в приютах для беженцев и получить государственное финансирование для нужд беженцев. В Центральный Комитет входило около 260 организаций во всей Российской Империи. Центральный комитет учредил юридические службы для оказания помощи беженцам с документами, а также с заявлениями о военных потерях и реквизициях. Выданные свидетельства о гражданстве имели большое значение, поскольку латвийских беженцев часто путали с немцами, к которым русские относились очень враждебно. После Октябрьской революции в России в декабре 1917 года ЦК был приостановлен и лишён средств и имущества. В январе 1918 года ЦК решил прекратить свою деятельность.

## Количество беженцев
Перепись населения Курляндской губернии, проведённая немецкими оккупационными войсками 30 сентября 1915 года, показала, что население составляет 230 000 человек. До войны здесь проживало около 800 000 человек, из них около 600 000 — латыши. Остались евреи, которым не удалось покинуть Курземе по приказу об эвакуации. Из Курземе бежало более 570 000 жителей, из которых около 450 000—500 000 были латышами. В августе 1916 года глава Центрального комитета по делам беженцев Вилис Олавс сообщил, что бежало 760 000 латышей. 175 000 латышей покинули Ригу и Рижский район, 75 000 — из Даугавпилсского района, 35 000 — из Ковенской губернии и ещё 25 000 — из Резекненского и Цесисского районов.
Бегство населения и принудительная эвакуация также сильно повлияли на Ригу, которую покинули десятки тысяч латвийских и русских рабочих вместе с заводами, экспортированными во внутреннюю Россию.
По подсчётам Маргера Скуениекса, из Курземе бежало 404 000 человек, из Риги — 306 900 человек, из Рижского района — 40 000 человек. Вместе с беженцами и эвакуированными из других регионов бежали 850 тысяч человек. До начала войны в России уже жили и работали 220 000 латышей. Таким образом, в Латвии проживало около миллиона латышей и других людей.

## Возвращение на родину
Неорганизованное возвращение беженцев началось в революционном 1917 году. Другие использовали создание Советской Латвии в начале 1919 года, чтобы вернуться домой. Гражданская война в России и борьба за независимость Латвии дали беженцам организованную возможность вернуться на родину только после заключения мирного соглашения между Латвией и Советской Россией летом 1920 года. За эти годы тысячи латышей умерли от голода и болезней, погибли в хаосе гражданской войны. Многие латыши поддержали большевиков и предпочли остаться в Советской России, где многие из них были арестованы и расстреляны НКВД во время сталинского террора.
После заключения мирного соглашения возвращение беженцев координировало Министерство внутренних дел Латвии, которое в эти годы возглавляли Арведс Бергс и Альбертс Квиесис. Оба были опытными сотрудниками организаций беженцев, которые облегчили эту работу. В 1921 году в Латвию вернулось 95 000 человек, а к 1924 году большинство из тех, кто хотел и мог вернуться, сделали это. После этого его возвращению препятствовало истечение срока возврата беженцев, а СССР всячески ограничивал его выезд из страны.
Латвийские беженцы и воинские части из Сибири возвращались морем, путешествуя по миру. Беженцев кормили и вывозили за счёт государства. Самые крупные карантинные центры располагались в Резекне и Риге. Сюда принимали беженцев. Особенно опасен был брюшной тиф. Латвия также служила перевалочным пунктом для некоторых литовских беженцев, военнопленных из разных стран и российских политических беженцев. Были и люди с Запада, которые отправились в новое социалистическое государство по политическим мотивам. В 1921 году через Латвию в обоих направлениях пересекло 135 000 человек.
К 1928 году 236 279 беженцев официально вернулись в Латвию, но 278 743 человек пересекли границу, направляясь в другие страны. Даже с учётом беженцев, которые ранее возвращались самостоятельно, цифры показывают, что очень большая часть беженцев не вернулась в Латвию. Многие умерли в России или предпочли остаться там по разным причинам. Многие евреи также воспользовались возможностью вернуться в Латвию, что вызвало внутриполитический конфликт и референдум по Закону о гражданстве 1927 года.